# Ларчвуд (Айова)
Ларчвуд (англ. Larchwood) — місто (англ. city) в США, в окрузі Лайон штату Айова. Населення — 926 осіб (2020).

## Географія
Ларчвуд розташований за координатами 43°27′16″ пн. ш. 96°26′13″ зх. д. / 43.45444° пн. ш. 96.43694° зх. д. (43.454424, -96.436837).  За даними Бюро перепису населення США в 2010 році місто мало площу 2,57 км², уся площа — суходіл.

## Демографія
Згідно з переписом 2010 року, у місті мешкало 866 осіб у 353 домогосподарствах у складі 257 родин. Густота населення становила 337 осіб/км².  Було 372 помешкання (145/км²).
Расовий склад населення:
| - 98,6 % — білих - 0,2 % — азіатів - 0,1 % — корінних американців |

До двох чи більше рас належало 0,6 %. Частка іспаномовних становила 1,2 % від усіх жителів.
За віковим діапазоном населення розподілялося таким чином: 28,3 % — особи молодші 18 років, 56,5 % — особи у віці 18—64 років, 15,2 % — особи у віці 65 років та старші. Медіана віку мешканця становила 34,8 року. На 100 осіб жіночої статі у місті припадало 93,7 чоловіків;  на 100 жінок у віці від 18 років та старших — 90,5 чоловіків також старших 18 років.
Середній дохід на одне домашнє господарство  становив 59 892 долари США (медіана — 54 205), а середній дохід на одну сім'ю — 71 728 доларів (медіана — 70 909). Медіана доходів становила 40 625 доларів для чоловіків та 35 167 доларів для жінок. За межею бідності перебувало 5,5 % осіб, у тому числі 6,1 % дітей у віці до 18 років та 5,5 % осіб у віці 65 років та старших.
Цивільне працевлаштоване населення становило 446 осіб. Основні галузі зайнятості: освіта, охорона здоров'я та соціальна допомога — 28,7 %, мистецтво, розваги та відпочинок — 12,8 %, виробництво — 11,7 %.